# Mircea Frățică
Mircea Frățică (Pogoanele, 14 de julio de 1957) es un deportista rumano que compitió en judo.
Participó en dos Juegos Olímpicos de Verano en los años 1980 y 1984, obteniendo una medalla de bronce en la edición de Los Ángeles 1984  en la categoría de –78 kg. Ganó una medalla en el Campeonato Mundial de Judo de 1983, y dos medallas en el Campeonato Europeo de Judo en los años 1980 y 1982.

## Palmarés internacional
| Juegos Olímpicos   | Juegos Olímpicos             | Juegos Olímpicos  | Juegos Olímpicos |
| Año                | Lugar                        | Medalla           | Categoría        |
| ------------------ | ---------------------------- | ----------------- | ---------------- |
| 1984               | Los Ángeles (Estados Unidos) | Medalla de bronce | –78 kg           |
| Campeonato Mundial |                              |                   |                  |
| Año                | Lugar                        | Medalla           | Categoría        |
| 1983               | Moscú ( URSS)                | Medalla de bronce | –78 kg           |
| Campeonato Europeo |                              |                   |                  |
| Año                | Lugar                        | Medalla           | Categoría        |
| 1980               | Viena (Austria)              | Medalla de bronce | –78 kg           |
| 1982               | Rostock (RDA)                | Medalla de oro    | –78 kg           |